# 韩德强
韩德强（1967年—），浙江绍兴人，北京航空航天大学经济管理学院工商管理系副研究员，评论网站《乌有之乡》创办者之一。

## 生平

### 早年生涯
1974年，韩德强上小学。当时，小学教育仍以“为无产阶级政治服务”为纲，以“教育、生产劳动相结合”作为主要方式，强调“助人为乐”，这都是毛泽东时期的主要教育方针。在小学期间，每天清晨韩德强上学途中做的第一件事是路过豆腐店时将豆渣带走，去其所在班级的自留地上喂兔子。韩德强还帮孤寡老人和五保户等挑水劈柴。1980年上初中后，韩德强发现教育已转向“成绩至上”；韩德强当过班长，成绩很好，但对教育上的这种转变很困惑。1984年10月20日，中共十二届三中全会召开，会议一致通过的《中共中央关于经济体制改革的决定》中称“经济体制改革的核心，就是要用人们的物质利益去调动人们的积极性”，这使正在念高中的韩德强深受震动。2012年韩德强回忆称，
我从小接受的理念说，人民的积极性来自于革命，来自于为人民服务，来自于向焦裕禄、向雷锋学习……后来说这个动力不足，还得物质刺激……我就想，要是当初林彪也是要物质刺激才能调动积极性，他早就跳槽到蒋介石那里当师长、军长去了，干嘛在山沟沟里打游击啊？……如果说物质刺激是人的本性，……那基本上可以把整个中国革命史给否定了。

### 北航教师
由于对此颇为困惑，所以韩德强在考大学时放弃了小时候的学习高能物理的梦想，而报考了理工科学生所能报考的接近文科的专业——管理工程。他考入了北京航空航天大学，1989年大学毕业。大学毕业时，他想通了：
我们可以搞有市场的计划经济，或有计划的市场经济。但是那个计划那一部分，必须是要以为人民服务作动力的。这个社会需要两个价值体系：那普通人，他可以自利的；但干部队伍，就必须是为人民服务的。
1991年底，韩德强将自己写的长篇文章《中国向何处去》寄给当时所有的省委书记及学校领导。不久，1992年邓小平南巡，韩德强感到自己的理想破灭，非常失望。此后，除了政治风气之外，社会风气也发生很大改变，国人不再关心政治。韩德强1989年北京航空航天大学毕业后便留校，历任辅导员、系副书记，到1994年出任校学生处副处长，成为北航“最年轻的副处级干部”，负责全校的思想政治工作。后来，由于不满体制内严重的官僚主义，韩德强回到教研室，行政级别自动取消。截至2012年，韩德强被评为副研究员已超过十年。韩德强是经济学博士，在北京航空航天大学经济管理学院工商管理系担任副研究员，负责讲授MBA课程《企业战略管理》和《管理学》。

### 乌有之乡
2003年，韩德强作为发起人之一，创建了《乌有之乡》网站。“乌有之乡”这个名字是韩德强拟定的，当时起初希望以“乌托邦”为名字进行注册，但工商局未同意；韩德强遂当即改为“乌有之乡”并获工商局同意。乌有之乡的纲领性的四句话“公平扩大内需，正义创造财富，平等激发活力，自由享受激情”，也是韩德强拟定的。但韩德强在《乌有之乡》并未担任任何职务，2012年他自称“如果《乌有之乡》是非主流，我是非主流里的非主流。”“我这个声音，会被批评成小资产阶级的纲领。……要知道，‘乌托邦’是被马克思批判的，那叫‘空想社会主义’；我用的是空想社会主义的调子，不是马克思的科学社会主义的调子……”

### 掌掴老人
2012年9月18日，在北京日本驻华大使馆外进行的反日示威游行结束后，两个年轻人打着一幅床单，上面写着“毛主席，我们想念你”，准备撤走，被韩德强看到。这时，一位老人对这个口号提出了反对，他还说：“将这种维护国家尊严和民族大义的愿望寄托在毛泽东身上，是错误的，也是不可能实现的。”后来该老人继续骂毛泽东；韩德强听到后认为该老人的话侮辱了毛主席，与其发生争执，并互骂对方是“汉奸”，争执的过程中，韩德强打了老人两个耳光。现场有网友拍照并发到网上，引起广泛关注。随后有人指出，出手打人者是北航教授韩德强。韩德强立即作出回应，称“今后遇到这样的汉奸，还会出手”，“犯了法的，我认罪伏法，但绝不认错”。
大部分媒体意见认为韩德强打人是错误的，并将此事与近期发生的示威活动中的其他暴力行为联系起来，呼吁人们要理性爱国。《人民网》认为，韩德强掌掴老人事件应由公权部门处置。中国中央电视台著名主持人白岩松在《新闻1+1》节目中表示，乱给别人扣“汉奸”的帽子是一种语言上的暴力，韩德强的行为“是另一种汉奸”。
网友的意见方面，一些人认为韩的行为与其大学教授的身份不相称，在自以为追求真理的幻觉中，以暴力乃至不惜牺牲别人的生命的方式强迫别人接受自己的观点，呼吁北航校方对韩进行处理。另一些人认为“是汉奸就该打”，经济学家左大培评论白岩松是“卖国贼”。

### 正道農場
2013年，韓德強宣佈與「左派」分道揚鑣，於當年4月18日帶領一群青年在河北保定定興縣的京港澳高速公路出口附近建設了一座「正道農場」。農場內，韓德強以其自己的思想體系【否定他神，以己为神】來要求跟隨其來到農場的青年，強調勞動的重要性，通過集體勞動來對青年進行心性上的改造。但最終，農場宣佈將於2016年末停辦。正道农场以“种农田、养丹田、育心田”为口号，韩德强在重阳节让学生向天地下跪，“要向盘古开天辟地、鞠躬尽瘁、全心全意为人民服务的精神学习。” 韩德强在讲座中说“我们之前的五千年历史都是鬼的世界。我们正在开启一个正道世界。我们不要地狱世界，我们要人间天堂。”
感恩太阳，温煦大地；感恩大地，滋养万物；感恩万物，化育人类；感恩人类，激发神性；感恩神性，开启智慧；感恩智慧，和睦祖先；感恩祖先，养育子孙；子子孙孙，友爱互助；珍惜粮食，勤劳谦虚；莫攀莫比，居安思危；力挽狂澜，舍我其谁？大同世界，正道光辉。——韩德强，《正道家园感恩词》
韩德强给学生提出的修炼标准有四条，分别是：放下学历、放下专业；放下父母；放下感情；放下生死。 一位正道农场的前学员回忆道：“按照我们学习的说法，韩德强老师超越孔子、超越釋迦牟尼佛、超越毛主席，习近平主席差不多都得来农场学习改造...我离开农场后，竟有一段时间搞不清楚到底是习近平大还是韩德强大了。” 另一位随韩德强参加过活动的学生也表示，韩德强“说他的思想超越了古今中外一切思想家、古今中外的一切理论都是伪科学云云”，由此引发很多学生崇拜。